# Myopites
Myopites is een geslacht van insecten uit de familie van de Boorvliegen (Tephritidae), die tot de orde tweevleugeligen (Diptera) behoort.

## Soorten
- M. apicatus: Heelblaadjesboorvlieg Freidberg, 1980
- M. boghariensis Séguy, 1934
- M. bonifaciae Dirlbek, 1973
- M. cypriacus Hering, 1938
- M. eximia Séguy, 1932
- M. inulaedyssentericae Blot, 1927
- M. lelea Dirlbek, 1973
- M. longirostris (Loew, 1846)
- M. nigrescens Becker, 1908
- M. olii Dirlbek, 1973
- M. stylatus (Fabricius, 1794)
- M. tenellus Frauenfeld, 1863
- M. zernyi Hering, 1939